# Etelcalcetida
La etelcalcetida, es vendida bajo la marca Parsabiv, es un medicamento utilizado para tratar el hiperparatiroidismo secundario en personas sometidas a hemodiálisis. No está claro, si modifica resultados como la esperanza de vida o las enfermedades cardíacas. Este medicamento se administra mediante inyección en una vena al final de cada sesión de diálisis.
Los efectos secundarios de este medicamento incluyen niveles bajos de calcio, espasmos musculares, diarrea y náuseas; otros efectos secundarios pueden incluir reacciones alérgicas, insuficiencia cardíaca, sangrado gastrointestinal superior y enfermedad ósea adinámica. Es un calcimimético y actúa activando los receptores sensibles al calcio en la glándula paratiroides.
Este medicamento fue aprobada para uso médico en Europa en 2016 y en los Estados Unidos en 2017.  En el Reino Unido, una dosis de 5 mg tres veces por semana le cuesta al NHS aproximadamente 330 libras esterlinas por 4 semanas (2021).  En Estados Unidos esta cantidad cuesta alrededor de 2.100 dólares.